# Son Verí Nou
Son Verí Nou és una urbanització d'habitatges unifamiliars, de primera i segona residència, al terme municipal de Llucmajor. Situada a la badia de Palma, entre les urbanitzacions de Son Verí Vell i Cala Blava, dins terrenys de la possessió de Son Verí de Baix. La urbanització es va construir entre 1985 i 1987.